# Іллінівська сільська рада
Іллінівська сільська рада — орган місцевого самоврядування Іллінівської сільської громади у Краматорському районі Донецької області. Адміністративний центр — Іллінівка.

## Склад ради
Рада складалася з 16 депутатів та голови.

## Керівний склад сільської ради
| ПІБ                        | Основні відомості                                                         | Дата обрання | Дата звільнення |
| -------------------------- | ------------------------------------------------------------------------- | ------------ | --------------- |
| Сбітнєв Андрій Миколайович | Сільський голова, 1976 року народження, освіта, член Партії регіонів      | 26.03.2006   | 31.10.2010      |
| Бондар Ірина Анатоліївна   | Сільський голова, 1962 року народження, освіта вища, член Партії регіонів | 31.10.2010   |                 |

Примітка: таблиця складена за даними джерела